# トムさんと悪友
『トムさんと悪友』（Sleepy-Time Tom、1951年5月26日）はトムとジェリーの作品の一つ。日本においては現在パブリックドメインである。

## スタッフ
- 監督 - ウィリアム・ハンナ　ジョセフ・バーベラ
- 製作 - フレッド・クインビー
- 作画 - ケネス・ミューズ　エド・バージ　レイ・パターソン　アーヴン・スペンス
- 音楽 - スコット・ブラッドリー

## 作品内容
悪友のブッチら野良猫達と一晩中パーティーをしたトムは、ヘロヘロになって家へと戻ってきた。家ではお手伝いさんがカンカン。
「トム！お前の代わりにあたしが一晩中冷蔵庫の番をしてやったんだ！今度はお前が冷蔵庫の番をするんだよ！もし眠ろうものなら、この家から叩き出してやる！」
それを聞きつけたジェリーは、あの手この手でトムを眠らせようとする。しかしトム自身も眠くてたまらない。ジェリーに食パンの枕を勧められれば一瞬で鼾を立て、ジェリーを追って転べば瞬間的に寝入る。そのたびに鼾を聞きつけて駆けつけるお手伝いさんに、「トム！お前、寝てなかったろうね！」と怒鳴り散らされる。
何とか眠らないよう努力するトムだが、まぶたにつっかい棒をしても、テープを張り付けても、腹がダブダブになるほどコーヒーを飲んでも効果がない。そこでトムはまぶたに目玉を描きつけ、起きているようにごまかすことにした。その姿で眠るトムをお手伝いさんも見破れず、「ちゃんとやっているね」と褒める。
面白くないジェリーは、トムの尻の毛を剥いで無理やり起こす。怒るトムはジェリーを追うが、その先には「ステキなベッド、あります」との看板。もちろん、これもジェリーの作戦だった。ジェリーが描きつけた行き先表示の先には、気持ちのよさそうなベッド。トムは大喜びで潜り込み、寝息を立て始める。しかしそれはお手伝いさんの寝床だったものだから…。
哀れにもとうとうトムは家を叩き出される。しかしそれでも、路上のレンガを枕に眠りこける。そこへまた悪友三人組が通りかかった。彼らは眠り込むトムを引き入れて、再び夜の街へと繰り出していくのであった。

## 登場キャラクター
トム
ブッチらと夜の街で飲み明かして朝帰りし、お手伝いさんに叱られる。その後冷蔵庫の見張りを命ぜられるも睡魔に襲われ、やがてジェリーの策略にはまってお手伝いさんのベッドで寝込む。その姿がお手伝いさんに見つかると家から追い出され、それを見つけたブッチらに再度連れていかれた。
ジェリー
トムがお手伝いさんに「寝ずの冷蔵庫見張り」を命ぜられた場面を見ると、様々な手段を駆使してトムを眠らせようとした。やがて「いい寝床がある」旨の案内看板を掲げてトムをお手伝いさんの寝室へ誘導。トムが追い出されたのを見届けると一人気楽に冷蔵庫あさりをした。
お手伝いさん
本来はトムがすべき冷蔵庫の見張りを一晩中やらされたことに不満を抱き、夜の街で飲み歩いてきたトムを叱責。その後「居眠りしたら追い出す」と最後通告したうえでトムに冷蔵庫の見張りを命令。ジェリーの策略にはまってトムが自身の寝室でベッドに寝ているのを見つけると、当初の通告通り家からトムを追い出した。
ブッチ・フランキー・ライトニング
トムを飲み会に誘って夜の街で一晩中過ごす。やがてトムが家から追い出され外で寝ているのを見つけると、再度夜の街へ誘った。

## 日本でのテレビ放映
TBS系および他系列で1964年～1990年頃まで時折放映された。